# News Media Association (Reino Unido)

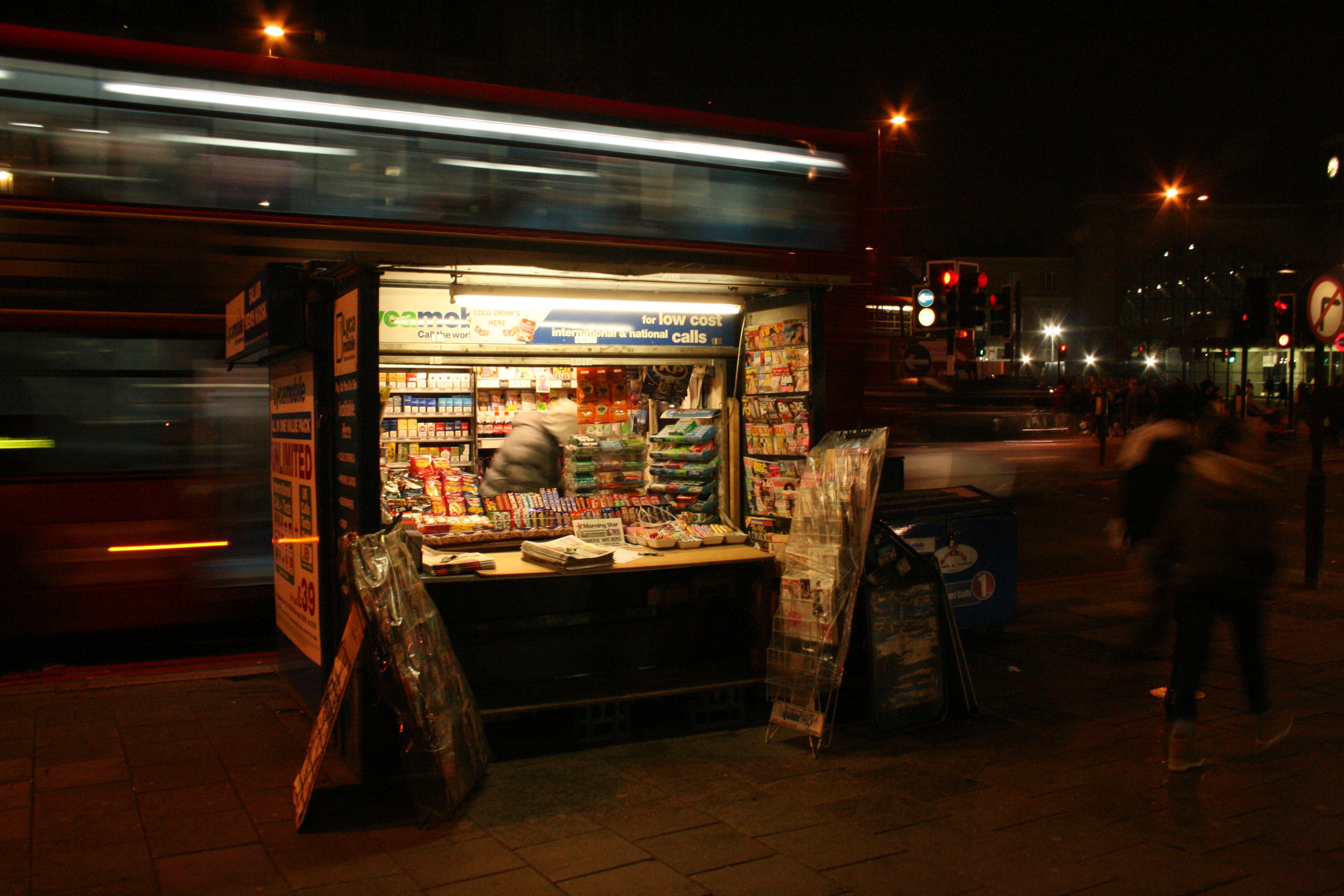
Puesto de periódicos en Londres, Reino Unido

La News Media Association es la voz de las organizaciones de medios noticiosos nacionales, regionales y locales en el Reino Unido, y fue creada en 2014, mediante la fusión entre la Newspaper Society, por un lado, y la Newspaper Publishers Association (NMA), por el otro. La NMA  tiene como objetivo promover los intereses de los editores de medios de comunicación ante el gobierno, las autoridades regulatorias, los organismos de la industria y otras organizaciones, cuyo trabajo afecte a esa industria. 
La Newspaper Society (Sociedad de periódicos), que representaba a los periódicos locales en el Reino Unido, fue fundada en 1836 y la Newspaper Publishers Association (Asociación de editores de periódicos), que representaba a las grandes editoriales nacionales, se creó en 1904. Las dos organizaciones habían estado compartiendo oficinas desde 2006. 
David Newell, director de la NMA, fue nombrado OBE (miembro de la Excelentísima Orden del Imperio Británico) en ocasión de los honores por el cumpleaños número 91 de la reina Isabel II, en junio de 2017, distinción que le fue entregada por sus servicios a las industria de los periódicos y publicaciones. 
La nueva organización también representa, tanto a medios digitales como medios impresos, y apoya Independent Publishers Forum, el oro de editores independientes.